# USA:s försvarsdepartement
USA:s försvarsdepartement (engelska: United States Department of Defense, ofta förkortat DoD), även som metonym kallat för Pentagon efter den byggnad i vilken försvarsdepartementet har sitt högkvarter, är ett av landets federala regeringsdepartement.
Försvarsdepartementet leds av USA:s försvarsminister (Secretary of Defense), som utnämns av presidenten med senatens råd och samtycke. Under överinseende av presidenten i egenskap som högste befälhavare och kongressens bägge kamrar som fastställer budgeten, leder försvarsministern likt en koncernchef hela det amerikanska försvaret i både administrativ och operativ mening. I frågor som rör utnyttjande av stridskrafterna lyder tio försvarsgrensövergripande militärbefälhavare (Combatant Commanders) direkt under försvarsministern. I frågor som rör administration, utveckling och utbildning finns under försvarsministern särskilda ministrar för de tre militärdepartementen (Secretaries of the Military Departments) som innefattar de fem försvarsgrenarna. 
USA:s försvarsdepartement är till skillnad från dess finländska och svenska motsvarigheter inte bara en benämning på den högsta ledningens försvarsfunktion utan också namnet på hela den amerikanska krigsmakten och alla dess tillhörande enheter. Separat från försvarsdepartementets organisation, men ändå en del av USA:s väpnade styrkor, är kustbevakningen (United States Coast Guard) som lyder under inrikessäkerhetsdepartement (Department of Homeland Security).

## Historia
Försvarsdepartementet upprättades den 26 juli 1947 i och med att president Truman stadfäste 1947 års nationella säkerhetsakt. Innan försvarsdepartementet tillkom så fanns krigsdepartementet som omfattade armén (Department of War) och marindepartementet (Department of the Navy) omfattande flottan och marinkåren som alltsedan 1700-talet var självständiga departement vars bägge ministrar (Secretary of War samt Secretary of the Navy) var medlemmar av presidentens kabinett. Syftet med förändringen var att samla armén, marinen och det från armén nybildade flygvapnet under ett regeringsdepartement. Senaten godkände den 18 september samma år James Forrestal som den förste försvarsministern. Departementet fick från början namnet National Military Establishment, men det ändrades redan 1949 i och med tilläggen till nationella säkerhetslagen, då det nuvarande namnet antogs på grund av att den engelska förkortningen NME hade det i sammanhanget olyckliga uttalet enemy (fiende på svenska). Från 1949 är det enbart försvarsministern (från försvarsdepartementet) som är både medlem av presidentens kabinett och ständig medlem av nationella säkerhetsrådet.

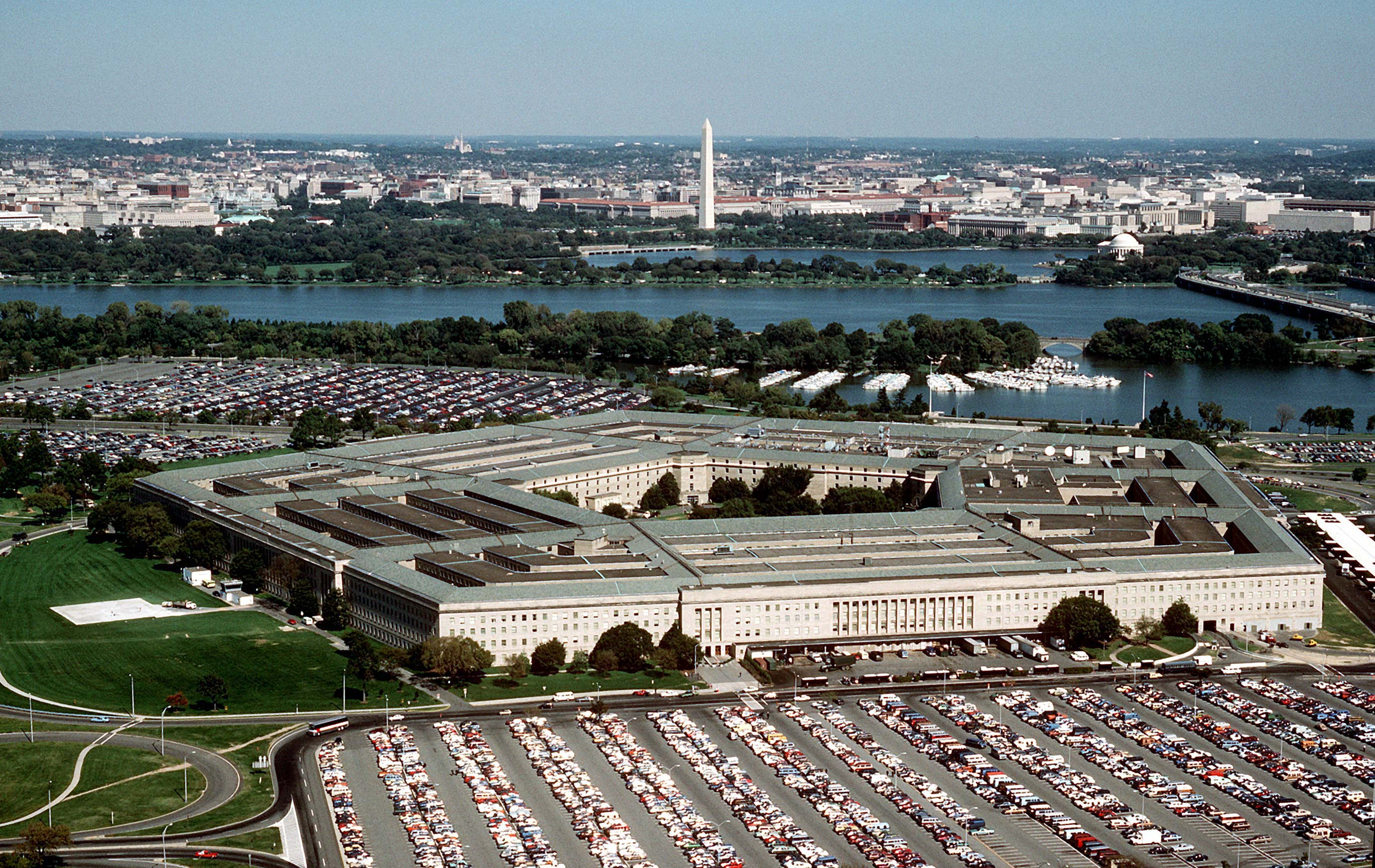
Pentagon, försvarshögkvarteret i Arlington, Virginia utanför Washington, D.C.

Den senaste större förändringen i departementets struktur skedde genom en lag från 1986 (Department of Defense Reorganization Act), som också kallas Goldwater-Nichols Act efter senator Barry Goldwater och kongressledamot William Flynt Nichols. Lagen tillkom som ett svar på de organisatoriska problem som uppenbarade sig vid den misslyckade fritagningen av gisslan vid USA:s ambassad i Iran 1980 samt efter självmordsbombningarna mot USA:s fredsbevarande trupper i Libanon under det tidiga 1980-talet. Den förtydligade försvarsministerns överhöghet inom allting som sker i departementet, utökade befogenheterna för försvarschefen på bekostnad av det kollegiala organet samfällda stabscheferna, stärkte militärbefälhavarnas roll jämte försvarsgrensministrarna (Service Secretaries) och försvarsgrenscheferna (Service Chiefs) samt betonade vikten av försvarsgrensövergripande tänkande (Jointness) fram det rent försvarsgrensspecifika. Idag så måste de officerare som kommer ifråga för befordring till generals- eller amiralsgrader tjänstgjort i en försvarsgrensövergripande position, såvida inte försvarsministern eller presidenten beviljar undantag i särskilda fall.

## Organisation
USA:s väpnade styrkor är en traditionell militär hierarkisk organisation med ett system av militära grader som markerar auktoritetsförhållanden mellan individer. Den militära personalen delas in i fyra kategorier: officerare (commissioned officers), specialistofficerare (warrant officers), underofficerare (non-commissioned officers) och manskap. Den militära personalen är enligt lag förbjuden att organisera sig fackligt. Öppet homosexuella var tidigare, till den 20 september 2011, förbjudna att tjänstgöra inom USA:s väpnade styrkor genom de lagregler som i folkmun kallades för "don't ask, don't tell". 
Den militära personalen kan åtalas och bestraffas i enlighet med Uniform Code of Military Justice (UCMJ), som är en särlagstiftning för att upprätthålla disciplinen bland den militära personalen.
Utöver den militära personalen finns ett stort antal civilanställda som delas in i olika lönegrader efter befattning och utbildningsbakgrund. De högsta civila chefstjänstemännen, under de politiskt tillsatta posterna, tillhör kategorin Senior Executive Service, förkortat SES.

### Försvarsministern
Försvarsministern (Secretary of Defense) är chef för försvarsdepartementet. Försvarsdepartementets näst högste befattningshavare är biträdande försvarsministern (Deputy Secretary of Defense). Den biträdande försvarsministern har i ett av försvarsministern utfärdat direktiv delegerats rätten att utöva de befogenheter som tillkommer försvarsministern i lag, förutom då det uttryckligen stadgas att dessa inte får delegeras vidare.

#### Försvarsministerns kansli
Försvarsministerns kansli (Office of the Secretary of Defense), förkortat OSD, har ansvaret för policy, planering, budget och programutvärdering och motsvarar sålunda närmast de funktioner som i Sverige utövas av försvarsdepartementet. I kansliet som omfattar över 2 000 anställda, där de allra flesta är civilister, ingår förutom försvarsministern och den biträdande försvarsministerns kontor även följande enheter, listade efter deras enhetschefers titlar nedan.
- Statssekreteraren för upphandling, teknologi och logistik (Under Secretary of Defense for Acquisition, Technology and Logistics), ansvarar för den gemensamma materialförsörjningen samt forskning och utveckling.[12][13]
- Statssekreteraren för policy (Under Secretary of Defense for Policy), är försvarsministerns rådgivare och samordnare i säkerhetspolitiska frågor.[14][15]
- Statssekreteraren för budgetstyrning (Under Secretary of Defense (Comptroller)), är försvarsdepartementets finans- och budgetchef.[16][17]
- Statssekreteraren för personal- och beredskapsfrågor (Under Secretary of Defense for Personnel and Readiness).[18][19]
- Statssekreteraren för underrättelsefrågor (Under Secretary of Defense for Intelligence), utövar tillsyn över försvarets flora av underrättelseorgan.[20][21]
- Chefen för försvarets forskning och utveckling (Director of Defense Research and Engineering).[22][23]
- Chefen för tester och utvärderingar (Director of Operational Test and Evaluation).[24][25]
- Chefsjuristen (General Counsel of the Department of Defense).[26][27]
- Chefen för public affairs (Assistant Secretary of Defense for Public Affairs).
- Förvaltningschefen (Director of Administration and Management), som inofficiellt brukar kallas för "Pentagons borgmästare".

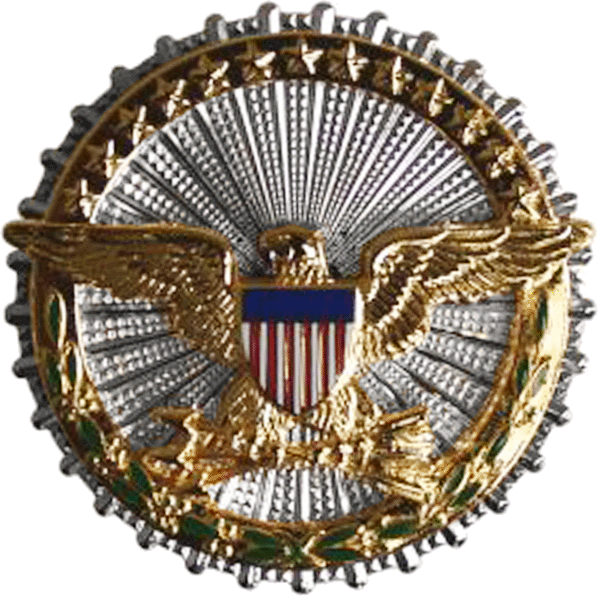
Tilläggstecken för militär personal som tjänstgör eller har tjänstgjort vid försvarsministerns kansli.
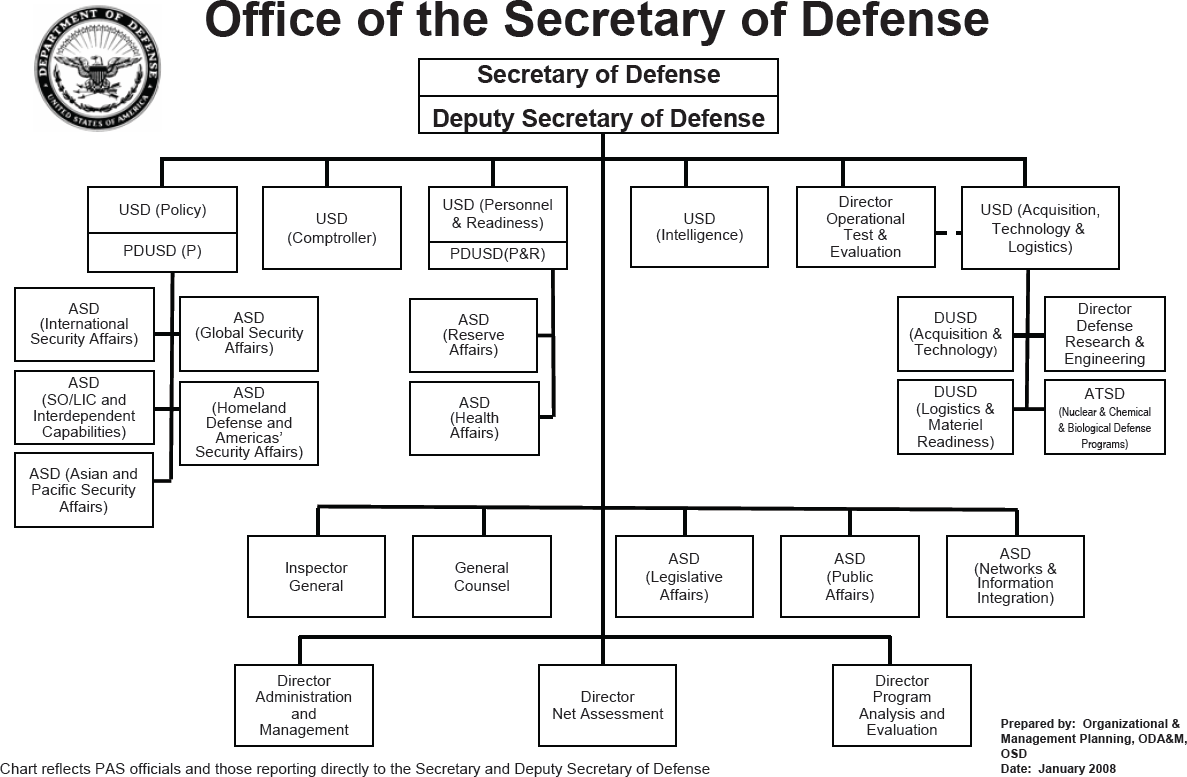
Organisationsschema över försvarsministerns kansli från 2008.

#### Försvarschefen
Samfällda stabscheferna (Joint Chiefs of Staff), leds av en försvarschefen (Chairman of the Joint Chiefs of Staff) som är yrkesofficeraren på aktiv stat i USA:s väpnade styrkor med högst rang. Försvarschefen har i lag tilldelats uppgiften att fungera som den främste yrkesmilitäre rådgivaren till presidenten, försvarsministern och det nationella säkerhetsrådet.

##### Joint Chiefs of Staff
Joint Chiefs of Staff utgör försvarsministerns militära stab och hans främsta militära rådgivare. De biträder försvarsministern vad gäller strategisk planering och pågående operationer samt koordination i gemensamma frågor som rör utveckling och utbildning. Till dessa hör, förutom försvarschefen, vice försvarschefen samt de fyra militära stabscheferna för försvarsgrenarna: arméstabschefen, chefen för flottan, marinkårskommendanten samt flygvapenstabschefen. Under senare år har även cheferna för Nationalgardsbyrån och rymdstyrkan tillkommit som fullvärdiga medlemmar. 
Dessa är, kollegialt och individuellt, är enbart rådgivare och saknar operativ befälsrätt över militära förband. 

##### Joint Staff
Försvarschefen har för att kunna fullfölja ämbetet till sitt stöd och exklusiva förfogande den samfällda staben (The Joint Staff) som i sin tur leds av chefen för samfällda staben (Director of the Joint Staff), som är alltid av generallöjtnant/viceamirals grad. Samfällda staben består av militär personal från samtliga försvarsgrenar och de bemannar den nationella ledningscentralen (National Military Command Center) som samordnar den information som skickas från försvarsministern till militärbefälhavarna och vice versa.

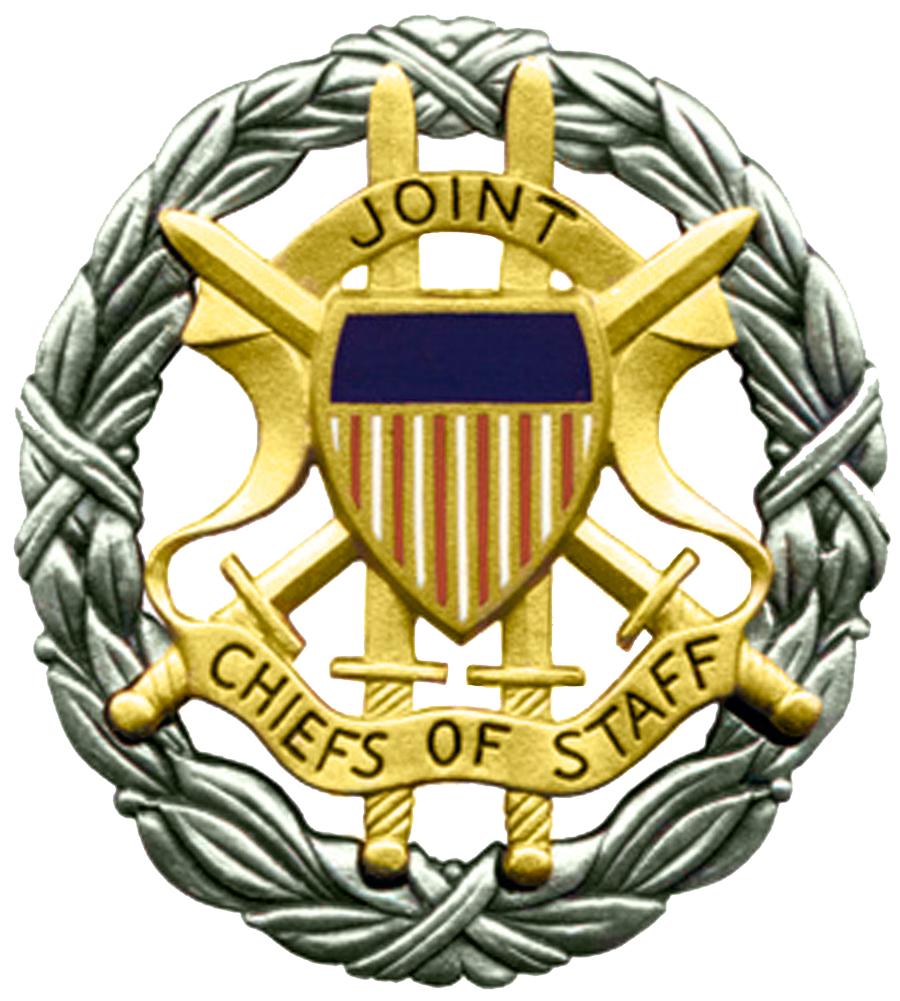
Tilläggstecken för militär personal som tjänstgör eller har tjänstgjort vid samfällda stabscheferna/samfällda staben.
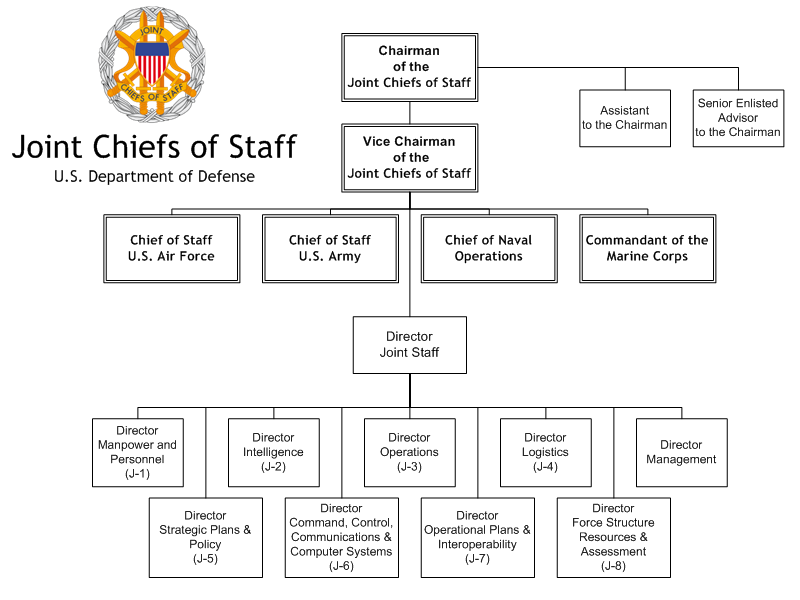
Organisationsschema för samfällda stabscheferna/samfällda staben.

#### Militärdepartementen
De olika militärdepartementens organisation påminner om försvarsdepartementets centrala organisation, där en civil minister har den allra högsta chefspositionen, som biträds dels av sitt eget i huvudsak civila kansli och av en militär försvarsgrenschef (Service Chief) med en renodlat militär stab. Försvarsgrensministrarna, som är underställda försvarsministern, ansvarar för allting som försiggår i respektive militärdepartement och de har befogenhet att utöva departementets samtliga befogenheter, d.v.s. en ministerförvaltning. Bland de uppräknade ämbetsuppgifterna finns administration, budget, rekrytering, utbildning, forskning och utveckling, utrustning och rättsskipning. Varje militärdepartement har exempelvis sin egen generalauditör, generalläkare och kriminalpolis: armédepartementets USACIDC, flygvapendepartementets AFOSI och marindepartementets NCIS.
Varken den civile försvarsgrensministern eller den militäre försvarsgrenschefen har något som helst operativt ansvar över sina styrkor utan den operativa befälskedjan går från försvarsministern ned till de försvarsgrensövergripande militärbefälhavarna (för en förklaring av dessa och deras roll, se längre ned i artikeln).
I takt med att försvarsministerns lagstadgade befogenheter har tydliggjorts, från ämbetets tillkomst 1947, till att numera vara den utan tvekan viktigaste makthavaren inom försvaret, har försvarsgrensministrarna och militärdepartementens relativa inflytande successivt minskat över tid till förmån för försvarsministerns kansli och samfällda stabscheferna/samfällda staben.

##### Armédepartementet
Armédepartementet (Department of the Army) leds av den civile arméministern (Secretary of the Army), med stöd av  arméstabschefen (Chief of Staff of the Army) som är arméofficeraren med högst rang. Arméns högkvartersorganisation (Headquarters, Department of the Army) består av två staber: arméministerns kansli (Office of the Secretary of the Army) samt Arméstaben (The Army Staff).
Den moderna amerikanska armén har sina rötter i den kontinentala armén som skapades 14 juni 1775, före USA:s grundande för att möta kraven från Amerikanska revolutionen. Kongressen skapade amerikanska armén den 3 juni 1784 efter slutet av amerikanska revolutionen för att ersätta den upplösta Kontinentalarmén. Armén själv anser dock sig vara en utveckling av den Kontinentalarmén och daterar därför sitt ursprung därav.
Armédepartementet har det federala samordningsansvaret för delstaternas arménationalgarden (National Guard), som vid behov kallas in för federal tjänstgöring i armén både i USA och utomlands. Till armén tillhör ingenjörskåren United States Army Corps of Engineers som förutom sedvanliga ingenjörtruppsuppgifter i fält ansvarar för: konstruktion och underhåll av USA:s farbara vattenvägar, dammar, armébaser samt tillhörande miljöskyddsfrågor. Arméministern ansvar även för militär fångvård och militärfängelset U.S. Disciplinary Barracks i Fort Leavenworth i Kansas, samt för genomförandet av dödsstraff i militären. En annan säregen funktion som armén ansvarar för är heraldikinstitutet United States Army Institute of Heraldry som utformar heraldiska vapensköldar för andra myndigheter inom USA:s federala statsmakt.

Armédepartementets emblem.
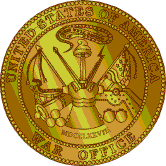
Armédepartementets sigill.
Arméns logotyp.
Arménationalgardets heraldiska vapen.

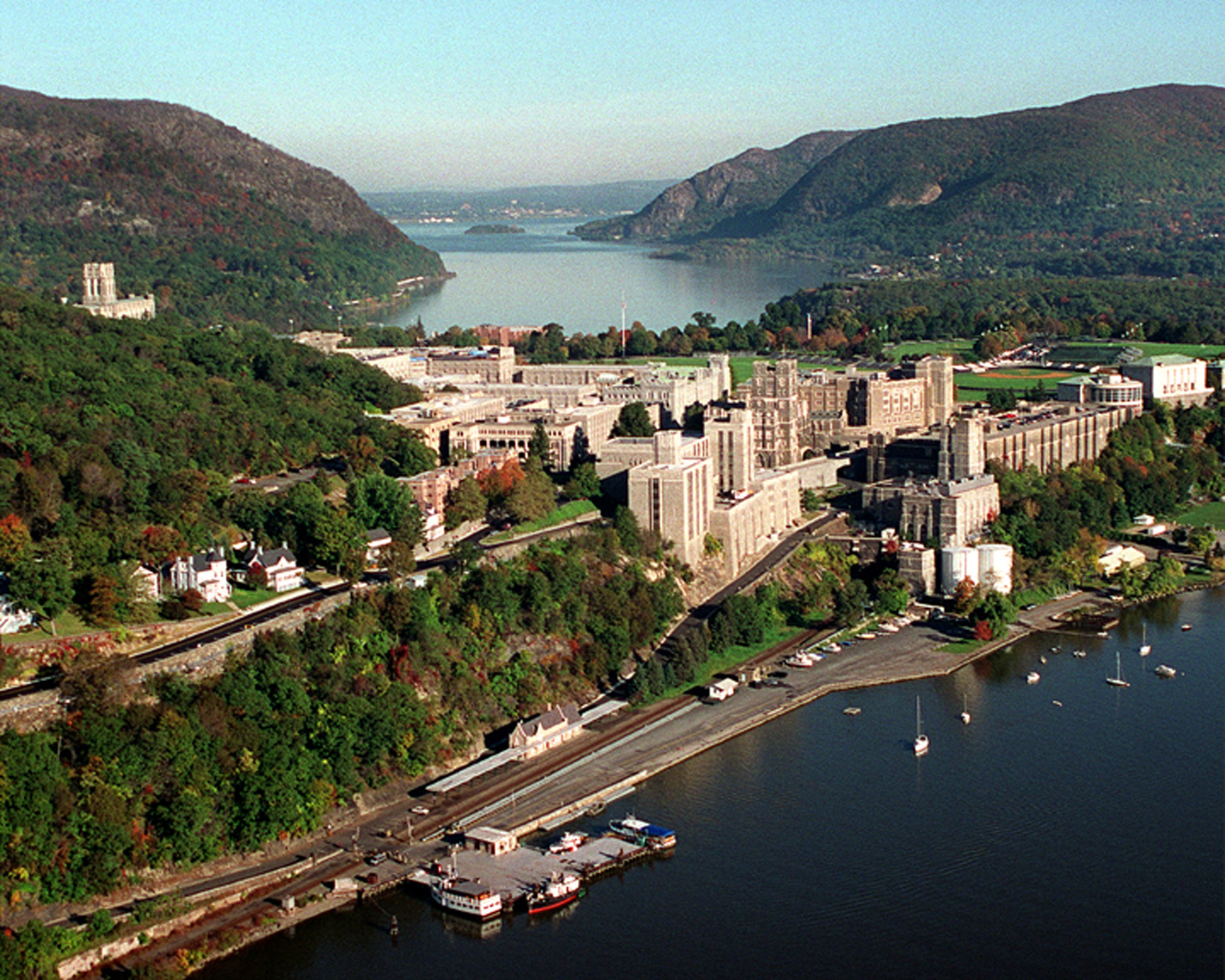
Arméns officershögskola vid West Point längs med Hudsonflodens strand i delstaten New York.
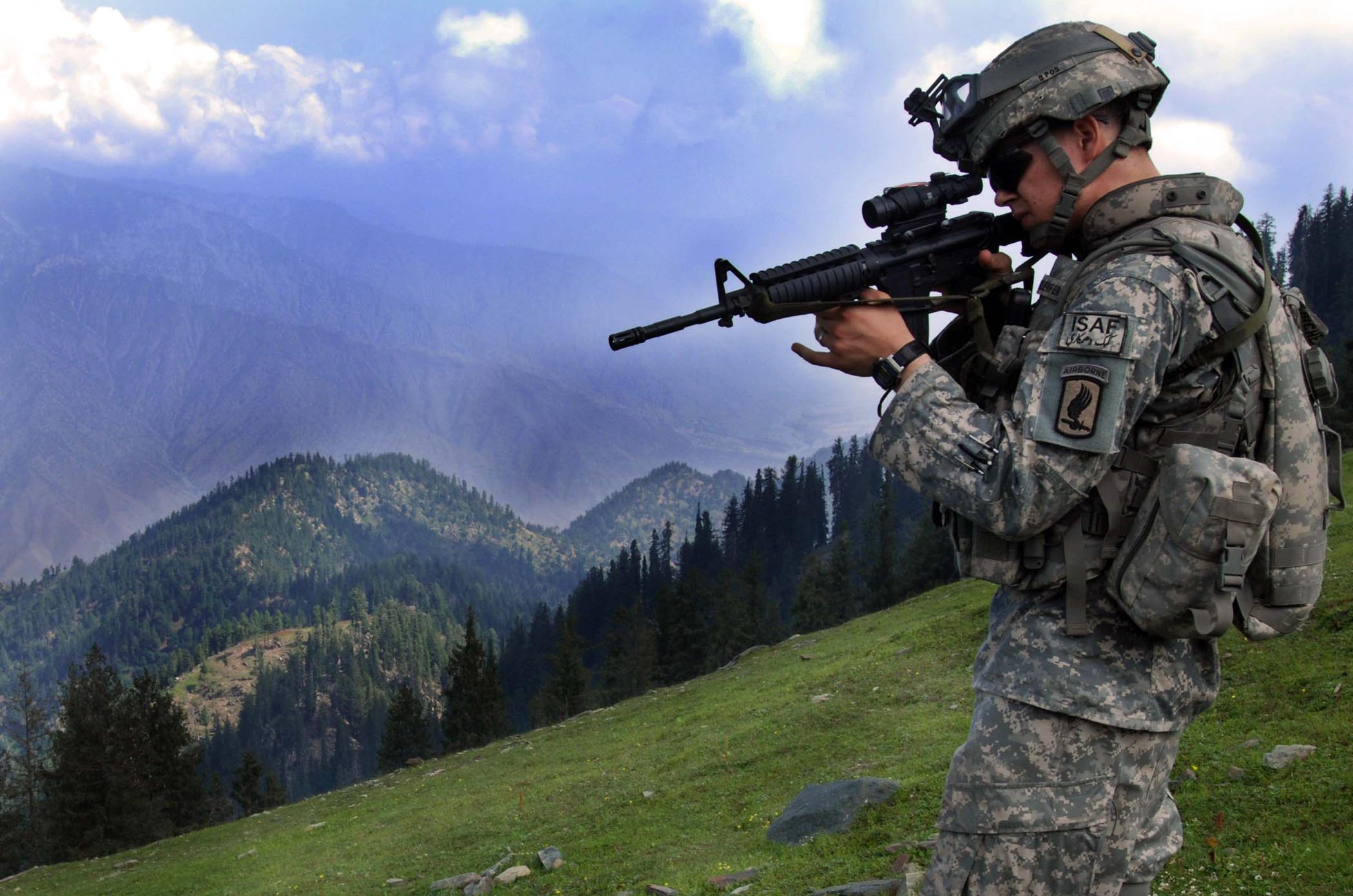
En skyttesoldat bärandes kamouflageuniformen Army Combat Uniform i Kunarprovinsen i Afghanistan.
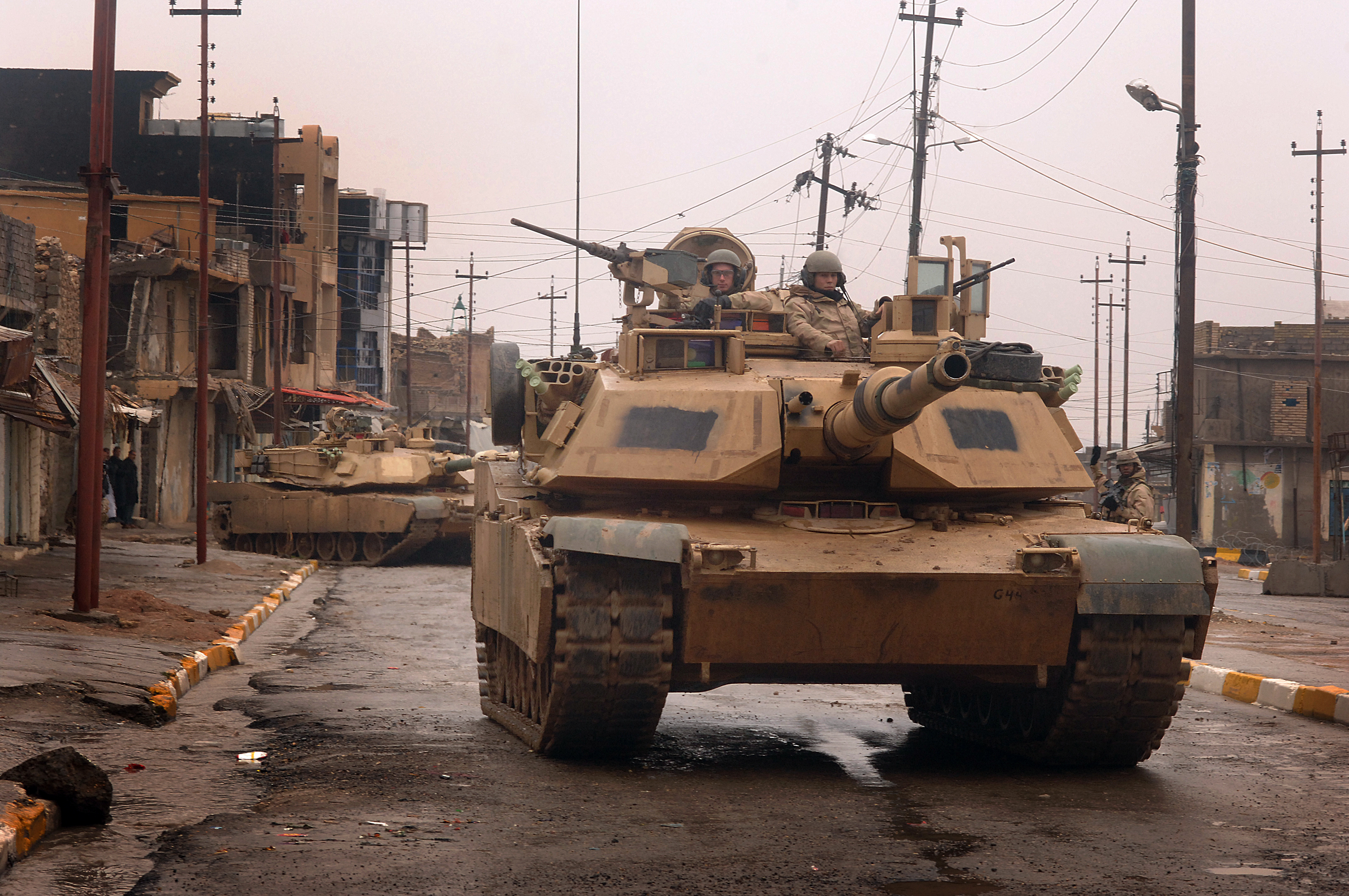
Stridsvagn av typ M1A2 Abrams i Irak år 2005.
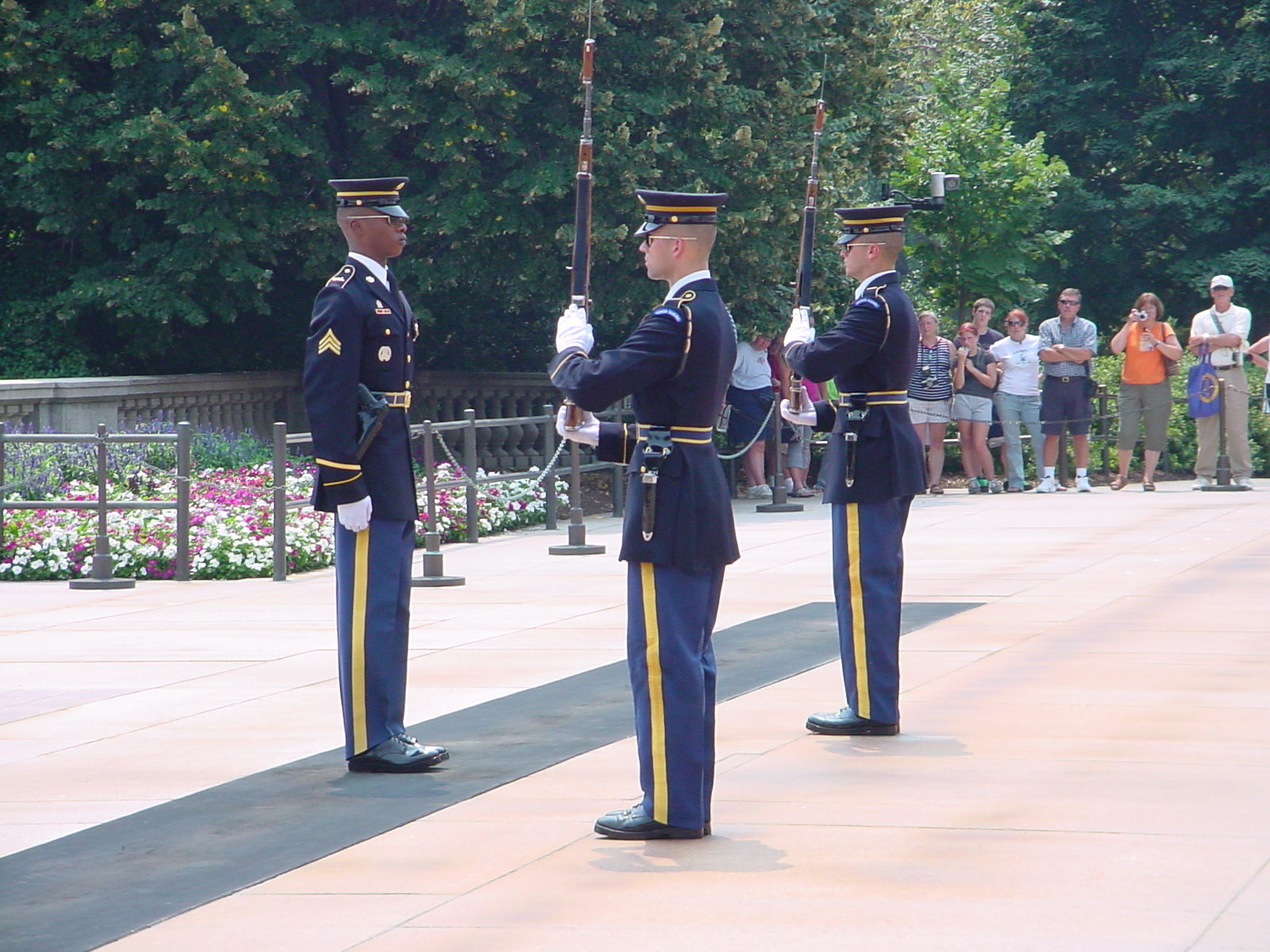
Vaktavlösning vid den okända soldatens grav på Arlingtonkyrkogården utanför Washington, D.C.

##### Marindepartementet
USA:s marindepartement (Department of the Navy) leds av den civile marinministern (Secretary of the Navy). Till skillnad från de två andra militärdepartementen består marindepartementen av två försvarsgrenar, flottan och marinkåren, med varsin militär försvarsgrenschef: chefen för flottan (Chief of Naval Operations) och marinkårens kommendant (Commandant of the Marine Corps). Marinens högkvartersorganisation består av tre olika staber: marinministerns kansli (Office of the Secretary of the Navy) samt en för vardera försvarsgrenschef: Office of the Chief of Naval Operations samt Headquarters, Marine Corps.
Flottan (United States Navy) består av 279 fartyg och över 4 000 flygplan och är sedan Sovjetunionens sönderfall världens mest kraftfulla marina stridskraft, den är så överlägsen i styrka att den har större tonnage än för de nästkommande 13 i storlek tillsammans.
Marinkåren (United States Marine Corps) grundades år 1775 för att strida ombord på flottans örlogsfartyg vid äntringar, för att bevaka flottans fartyg, göra landräder samt att assistera vid landstigningar. Det som idag särskiljer marinkåren från armén, bortsett från sitt marina arv, är en fokusering på lättrörliga och expeditionära förband.

Marindepartementets sigill.
Marinkårens sigill.
Flottans flagga.
Gös.

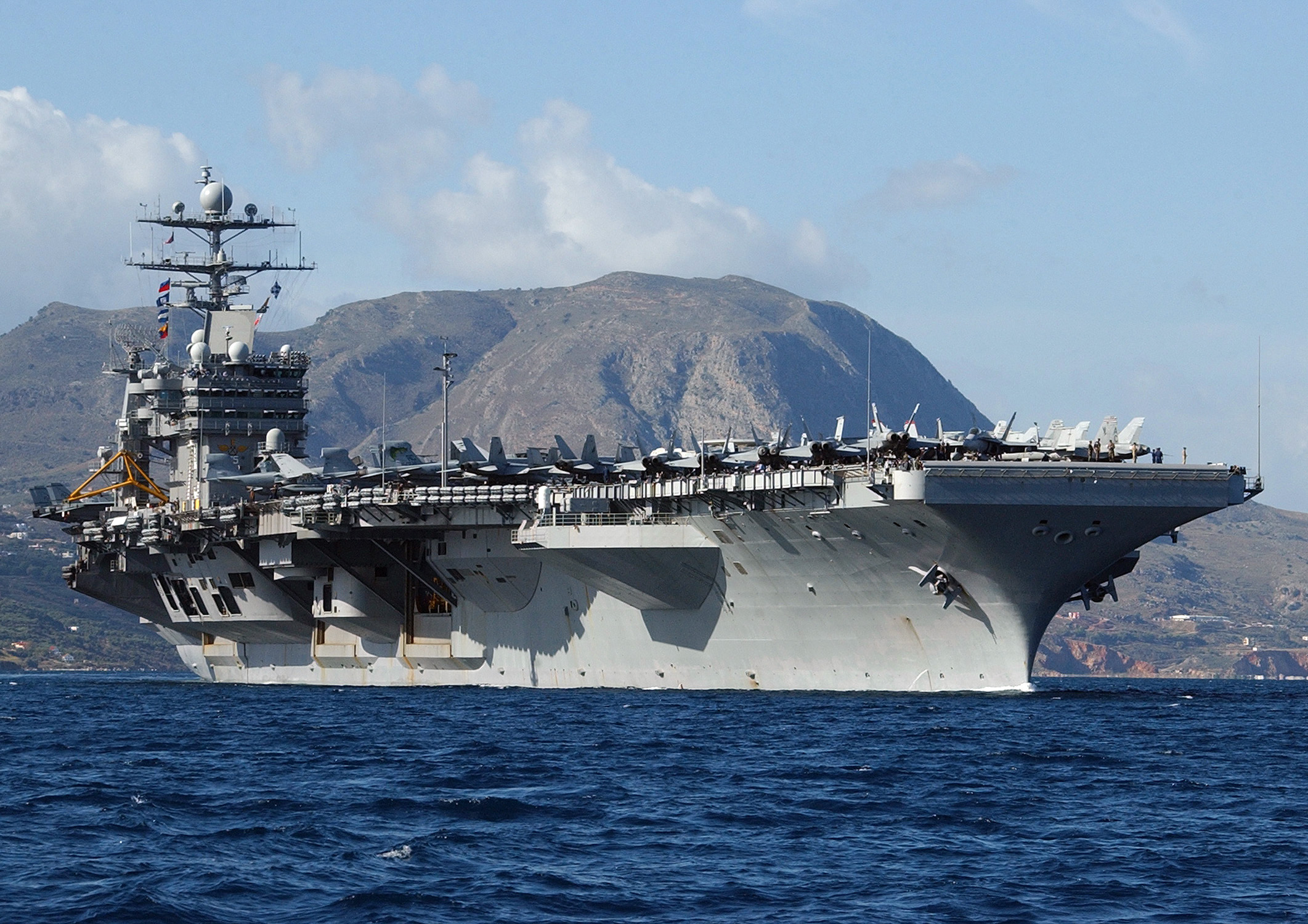
Atomkraftdrivna hangarfartyget av Nimitz-klass USS Harry S. Truman utanför Kreta.
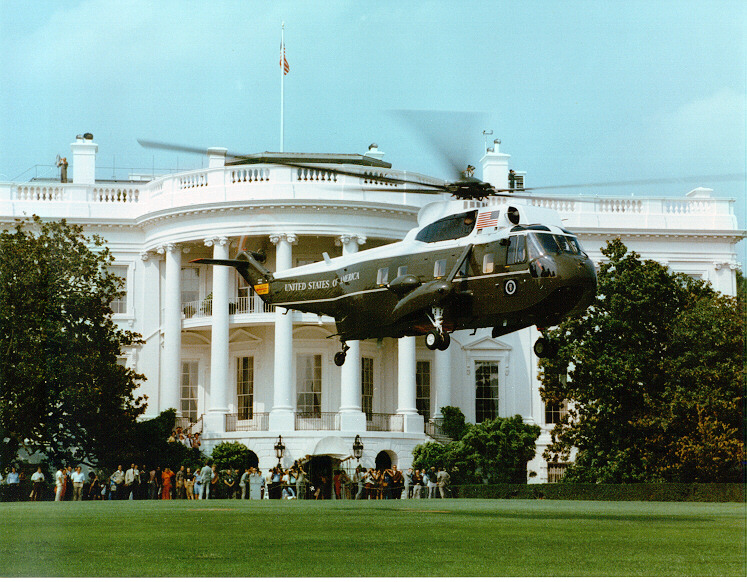
Helikoptrar från marinkårensskvadronen HMX-1 transporterar presidenten under anropet Marine One.
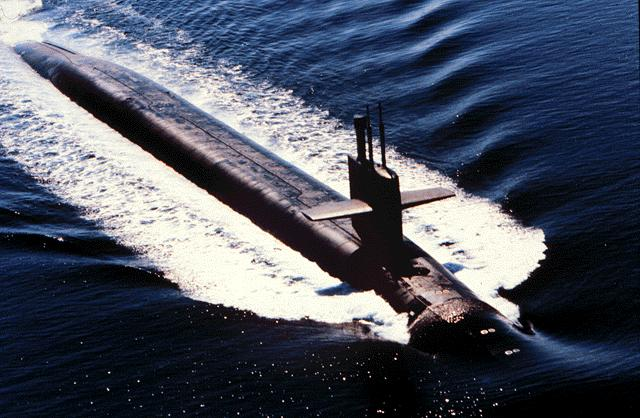
Kärnvapenbestyckade atomubåten USS Alabama ger USA en andraslagsförmåga.
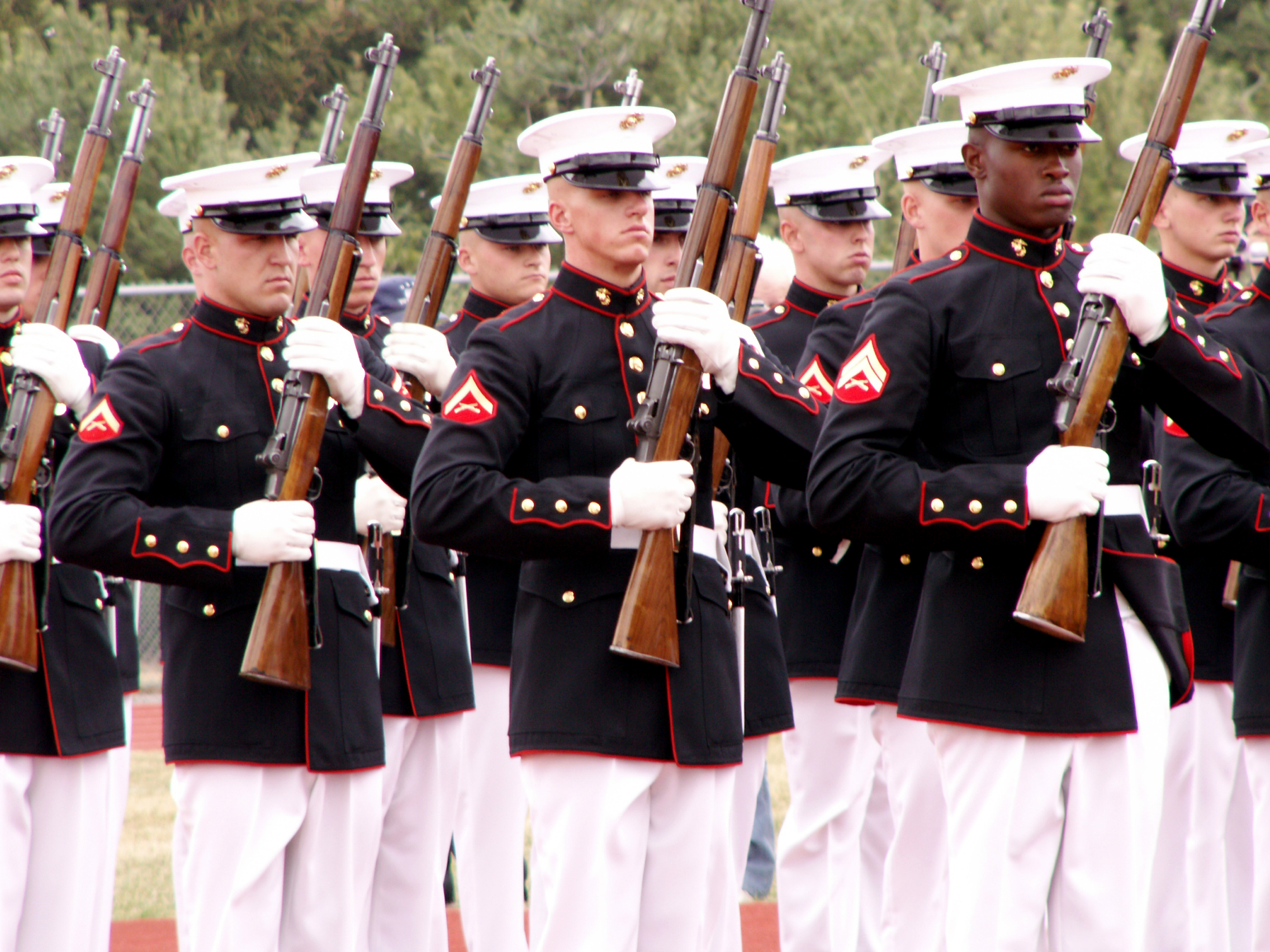
Marinkårens berömda drillpluton utför uppvisningsexercis utan att lyssna till muntliga kommandon.

##### Flygvapendepartementet
USA:s flygvapendepartement (Department of the Air Force), som innefattar det reguljära flygvapnet samt reserver, leds av den civile flygvapenministern (Secretary of the Air Force). Ministern biträds och understödjs av den militäre flygvapenstabschefen (Chief of Staff of the Air Force), som är den högst rankade yrkesofficeraren i flygvapnet och som traditionellt sett alltid varit en flygförare. Flygvapnets högkvartersorganisation (Headquarters, U.S. Air Force) består formellt sett av två organisationer: en i huvudsak civil (Office of the Secretary of the Air Force) samt en huvudsakligen militär stab (The Air Staff).
Det amerikanska flygvapnet i sin nuvarande form som ett eget militärdepartement konstituerades formellt 1947, i samband med att försvarsministerposten inrättades. Innan dess hade flygstridskrafterna som ej tillhörde marinen (dvs både flottan och marinkåren) varit underordnade armén i olika former. Men eftersom flygstridskrafterna visade sig få en oerhört stor betydelse i modern krigföring under och efter andra världskriget hade arméns flyg blivit såpass omfattande att det motiverade en helt egen försvarsgren.
Flygvapendepartementet har det federala samordningsansvaret för delstaternas flygnationalgarde (Air National Guard), som vid behov kallas in för federal tjänstgöring i flygvapnet både i USA och utomlands.
Sedan 2019 ingår även USA:s rymdstyrka (United States Space Force) som en egen försvarsgren i flygvapendepartementet.

Flygvapendepartementets sigill.
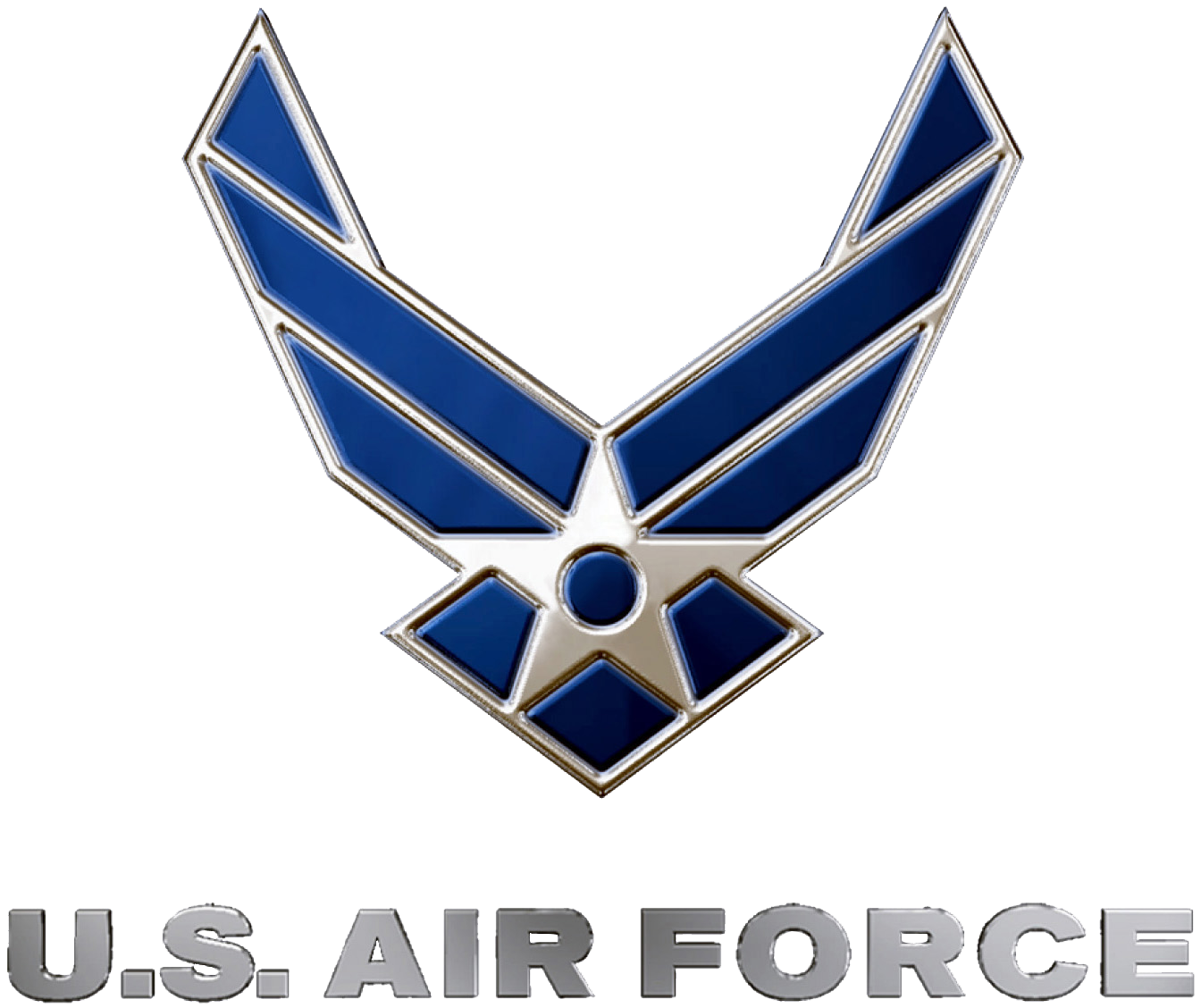
Flygvapnets moderna logotyp.
Rymdstyrkans sigill.
Flygnationalgardets heraldiska vapen.

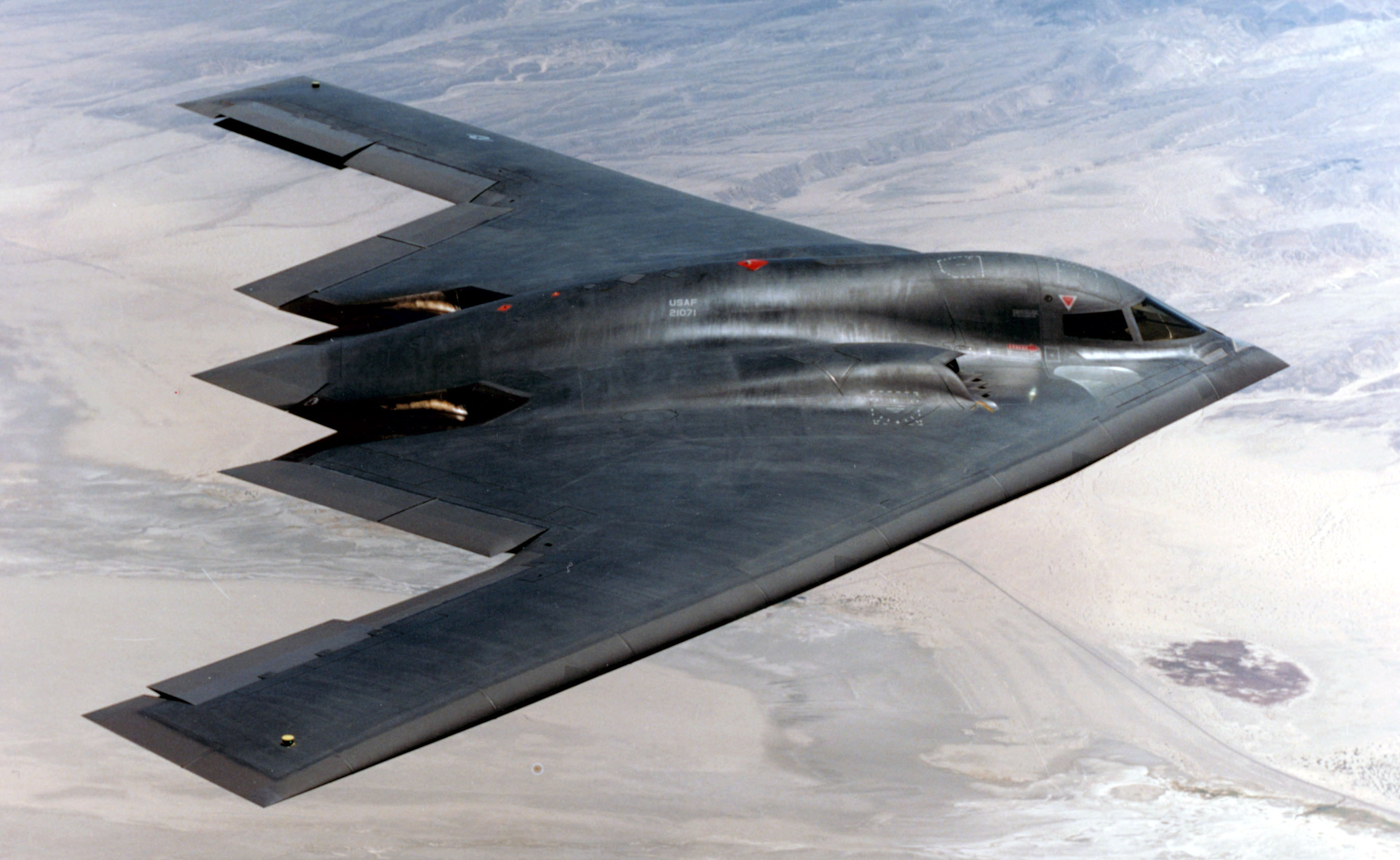
Bombflygplan av typ B-2 Sprit med smygteknik.
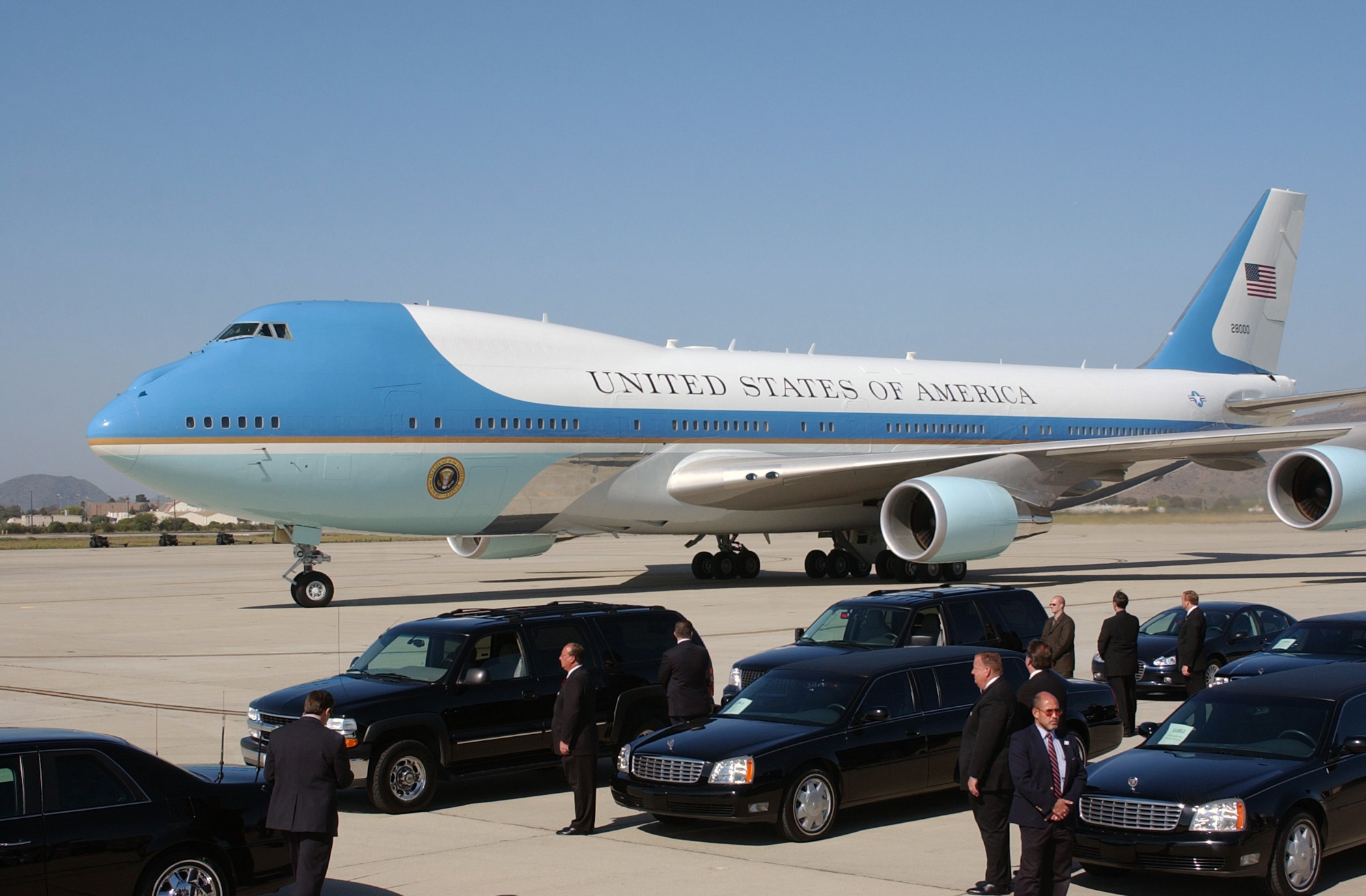
Ett av två transportflygplan med beteckning Boeing VC-25A, mer känd som Air Force One.
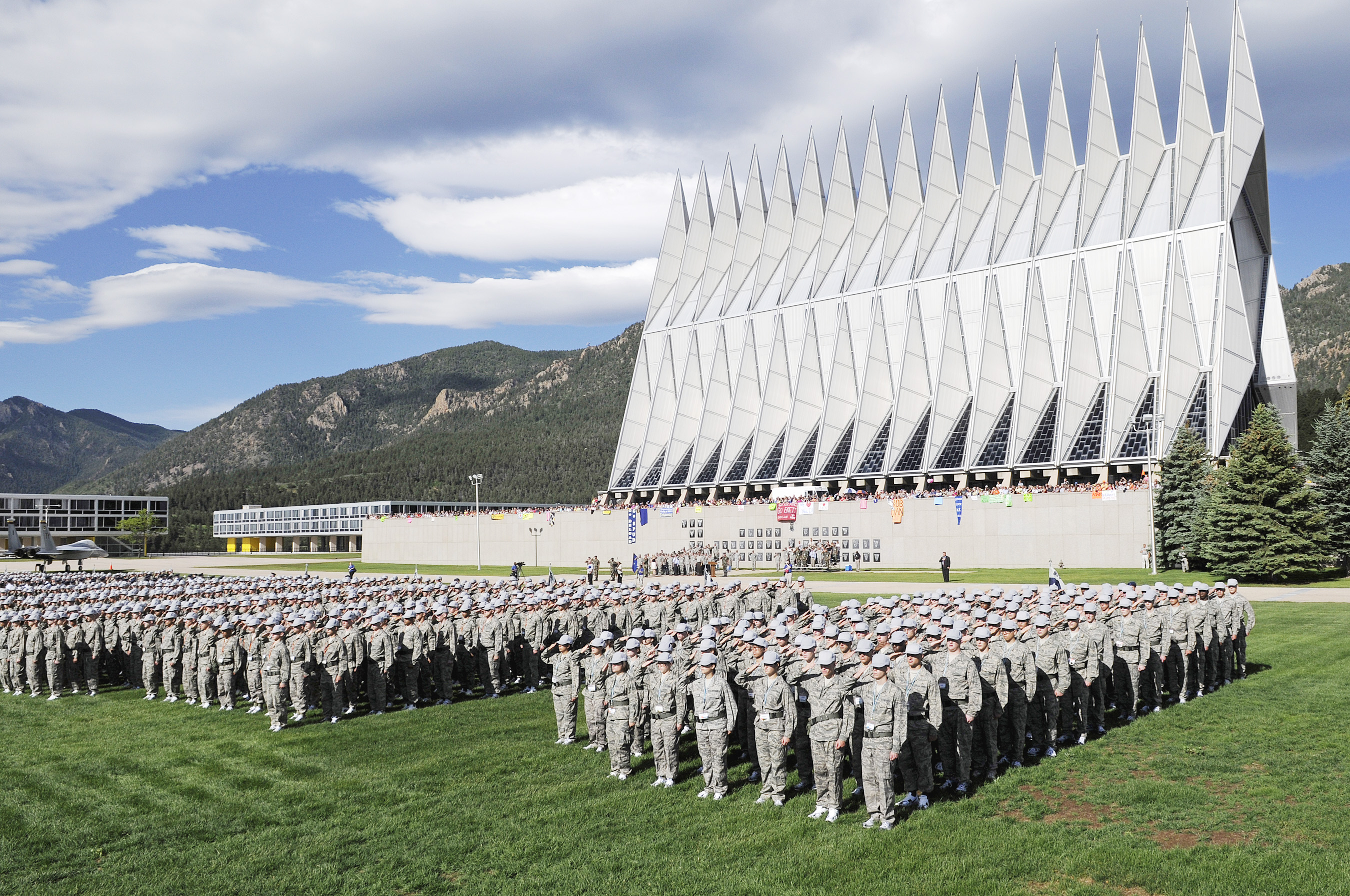
Kadetter på United States Air Force Academy utanför Colorado Springs, Colorado hälsar på flaggan.
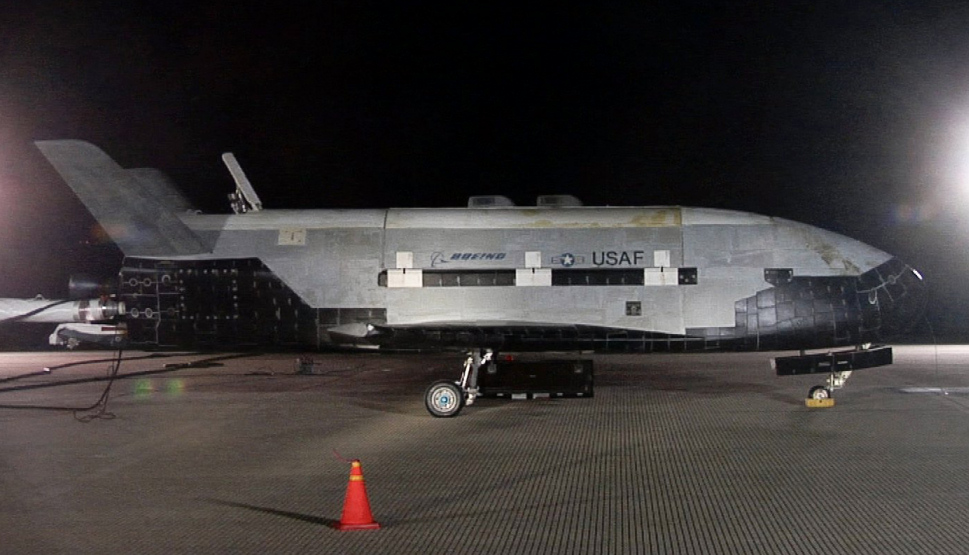
Obemannade rymdfarkosten X-37 efter landning på Vandenberg Air Force Base 3 december 2010.

#### Försvarsgrensövergripande militärkommandon

En karta som visar den geografiska uppdelningen av det amerikanska försvarets geografiska försvarsgrensövergripande militärkommandon.

Den amerikanska militärens operationer leds inte av försvarsgrenarna själva utan sker på en försvarsgrensövergripande nivå genom försvarsgrensövergripande militärkommandon. Respektive kommandos uppdrag och ansvarsområde fastställs av presidenten, på försvarsministern och försvarschefens rekommendation, i ett dokument som benämns som Unified Command Plan (UCP). UCP uppdateras normalt vartannat år och är i sin helhet hemligstämplat.
Den operativa kommandokedjan går från presidenten via försvarsministern och från försvarsministern till varje militärbefälhavare (Combatant Commaders), såvida presidenten inte uttryckligen beslutar annorlunda. USA:s försvarschef, som alltid är en fystjärning amiral eller general, biträder i egenskap av senior yrkesmilitär både presidenten och försvarsministern i deras befälsroll, men försvarschefen har ingen självständig befälsrätt.
Varje militärbefälhavare har omfattande befogenheter att leda och organisera styrkorna som står tilldelade under dennes befäl, men med det uttryckliga förbehållet att i princip allting kan åsidosättas av försvarsministern eller presidenten om någon av dessa finner det nödvändigt. Militärbefälhavarna tilldelas förband av försvarsgrensministrarna (arméministern, marinministern & flygvapenministern) på försvarsministerns befallning. Endast försvarsministern eller presidenten kan bevilja förflyttning av förband mellan militärbefälhavarna.
Sju av militärkommandona har geografiskt ansvar för militära operationer i olika regioner i världen. Därutöver har fyra militärkommandon funktionella, dvs inte geografiskt definierade, ansvarsområden.

##### Geografiska militärkommandon
| Vapen | Namn                               | Förkortning | Ansvarar för USA:s militära operationer och trupper i: | Grundad   | Högkvarter                                              |
|       | United States Africa Command       | USAFRICOM   | Afrika | 2008      | Kelley Barracks, Stuttgart, Baden-Württemberg, Tyskland |
|       | United States Central Command      | USCENTCOM   | Centralasien och Mellanöstern (exklusive Egypten & Israel) | 1983      | MacDill Air Force Base, Tampa, Florida                  |
|       | United States European Command     | USEUCOM     | Europa, inklusive Egypten, Israel, Ryssland & Turkiet Samma person som leder USEUCOM är separat även SACEUR inom Nato.                                                                                | 1952      | Patch Barracks, Stuttgart, Baden-Württemberg, Tyskland  |
|       | United States Indo-Pacific Command | USINDOPACOM | Antarktis, oceanien, ostasien (inklusive Indien) och Stilla havet. Fram till 2018 var namnet United States Pacific Command (USPACOM).                                                                 | 1947/2018 | Camp H.M. Smith, Hawaii                                 |
|       | United States Northern Command     | USNORTHCOM  | Nordamerika, inklusive kontinentala USA Inrättades i oktober 2002, som en följd av 11 septemberattackerna. Samma person som leder USNORTHCOM är även befälhavare för det med Kanada bilaterala NORAD. | 2002      | Peterson Space Force Base, Colorado Springs, Colorado   |
|       | United States Southern Command     | USSOUTHCOM  | Sydamerika | 1948      | Miami, Florida                                          |
|       | United States Space Command        | USSPACECOM  | Rymden Fanns även mellan 1985 och 2002, dess chef var då även chef för NORAD. Uppgick därefter i Unites States Strategic Command. Återupprättades under 2019.                                         | 1985/2019 | Peterson Space Force Base, Colorado Springs, Colorado   |

##### Funktionella militärkommandon
| Vapen | Namn                                     | Förkortning | Ansvarar för: | Grundad | Högkvarter                             |
|       | United States Cyber Command              | USCYBERCOM  | Cyberkrigföring Bildades 2010, då underställt United States Strategic Command. Upphöjdes 2018 till eget funktionellt kommando. Samma person som leder USCYBERCOM är även chef för National Security Agency. | 2018    | Fort George G. Meade, Maryland         |
|       | United States Special Operations Command | USSOCOM     | Specialförband | 1988    | MacDill Air Force Base, Tampa, Florida |
|       | United States Strategic Command          | USSTRATCOM  | Strategiska kärnvapen | 1992    | Offutt Air Force Base, Omaha, Nebraska |
|       | United States Transportation Command     | USTRANSCOM  | Transporter och logistik | 1987    | Scott Air Force Base, Illinois         |

#### Försvarsmyndigheter
Syftet med de centrala försvarsmyndigheterna (Defense Agencies) är att utföra uppgifter som det är mer rationellt att samla under ett tak, istället för att låta militärdepartementen driva var för sig.
| Vapen | Namn                                               | Förkortning | Beskrivning                                                                                                  | Grundad         | Högkvarter                                     |
|       | Defense Advanced Research Projects Agency          | DARPA       | Forskning och utveckling av försvarsmateriel, ofta på en konceptuell och teoretisk nivå                      | 1958            | Arlington, Virginia                            |
|       | Defense Commissary Agency                          | DCA         | Försvarets kommissionsmyndighet: driver PX – militärbasernas detaljhandelsbutiker                            | 1991            | Fort Lee, Virginia                             |
|       | Defense Contract Audit Agency                      | DCAA        | Försvarets entreprenadrevision                                                                               | 1965-01-08      | Fort Belvoir, Virginia                         |
|       | Defense Contract Management Agency                 | DCMA        | Försvarets entreprenadavtal                                                                                  |                 | Alexandria, Virginia                           |
|       | Defense Criminal Investigative Service             | DCIS        | Försvarets gemensamma kriminalpolis. Lyder under försvarsdepartementets generalinspektör.                    |                 | Alexandria, Virginia                           |
|       | Defense Finance and Accounting Service             | DFAS        | Försvarets kassahantering och redovisning                                                                    | 1991            | Arlington, Virginia                            |
|       | Defense Information Systems Agency                 | DISA        | Lednings-, sambands- och informationssystem                                                                  | 1960-05-12      | Arlington, Virginia                            |
|       | Defense Intelligence Agency                        | DIA         | Försvarets underrättelsetjänst, bemannar USA:s ambassader med försvarsattachéer                              | 1961-10-01      | Joint Base Anacostia-Bolling, Washington, D.C. |
|       | Defense Legal Services Agency                      | DLSA        | Juridisk rådgivning och rättsvård                                                                            |                 | Pentagon                                       |
|       | Defense Logistics Agency                           | DLA         | Försvarets logistikhantering, tekniska tjänster, upphandlingsstöd samt inköp av gemensamma förbrukningsvaror | 1961            | Fort Belvoir, Virginia                         |
|       | Defense Security Cooperation Agency                | DSCA        | Vapen och materiel till förbundna stater (Foreign Military Financing och Foreign Military Sales)             |                 | Arlington, Virginia                            |
|       | Defense Security Service                           | DSS         | Försvarets säkerhetstjänst                                                                                   |                 | Alexandria, Virginia                           |
|       | Defense Threat Reduction Agency                    | DTRA        | Förhindra spridning av massförstörelsevapen                                                                  | 1998-10-01      | Fort Belvoir, Virginia                         |
|       | Missile Defense Agency                             | MDA         | Utveckling och utprovning av robotförsvar                                                                    | 2002            | Pentagon                                       |
|       | National Defense University                        | NDU         | Högre gemensam forskning och utbildning                                                                      | 1976            | Fort Lesley J. McNair, Washington DC           |
|       | National Geospatial-Intelligence Agency            | NGIA        | Underrättelseanalys av kartor och satellitbilder                                                             | 1996-10-01      | Bethesda, Maryland                             |
|       | National Reconnaissance Office                     | NRO         | Anskaffning och drift av försvarets satelliter för underrättelseändamål                                      | 1961-09-06      | Chantiliy, Virginia                            |
|       | National Security Agency/ Central Security Service | NSA/CSS     | Signalspaning och signalskydd                                                                                | 1952-11-04 1972 | Fort George G. Meade, Maryland                 |
|       | Pentagon Force Protection Agency                   | PFPA        | Civil polismyndighet för bevakning av Pentagon med omnejd                                                    | 2002-05-03      | Pentagon                                       |

#### Försvarsdepartementets fältverksamheter
Syftet med försvarsdepartementets fältverksamheter (Department of Defense Field Activities) likt försvarsmyndigheterna ovan, är att utföra uppgifter som det är mer rationellt att samla under ett tak, istället för att låta militärdepartementen driva var för sig själva.
| Vapen | Namn                                                 | Förkortning | Beskrivning | Grundad        | Högkvarter             |
|       | Defense Media Activity                               | DMA         | Teve, radio, tidningar för de försvarsanställda                                                                       | 1 oktober 2008 | Alexandria, Virginia   |
|       | Defense Prisoner of War/Missing Personnel Office     | DPMO        | Eftersökande av amerikanska krigsfångar och saknade i strid                                                           | 1993           | Pentagon               |
|       | Defense Technical Information Center                 | DTIC        | Arkivering och tillhandahållande av tekniska rapporter                                                                | 1963           | Fort Belvoir, Virginia |
|       | Defense Technology Security Administration           | DTSA        | Förhindrar att försvarskritisk teknologi hamnar i orätta händer                                                       |                | Pentagon               |
|       | Department of Defense Education Activity             | DoDEA       | Grundskolor och gymnasier för den militära och civilanställda personalens barn                                        | 1992           | Arlington, Virginia    |
|       | Department of Defense Human Resources Field Activity | DHRA        | Personalvård |                | Arlington, Virginia    |
|       | Office of Economic Adjustment                        | OEA         | Söker stimulera aktivitet på orter efter förbandsnedläggning                                                          |                | Arlington, Virginia    |
|       | Tricare Management Activity                          | TMA         | Administration av sjukvård för försvarsanställda och deras anhöriga                                                   | 1998           | Falls Church, Virginia |
|       | Washington Headquarters Services                     | WHS         | Administrativa tjänster, drift och förvaltning av Pentagon samt för andra gemensamma fastigheter i huvudstadsregionen | 1 oktober 1977 | Pentagon               |

## Kapacitet
USA:s militär är unik i sin förmåga att projicera militär makt över hela jordklotet. Man förfogar över ett flygvapen vars strategiska bombflyg har en räckvidd som gör att det kan operera från hemlandet mot vilken annan plats på jorden, man har en stor flotta av lufttankningsflyg samt en växande arsenal av obemannade luftfarkoster. Vidare har flottan tillsammans med marinkåren möjlighet att operera med flyg från hangarfartyg, avfyra kryssningsrobotar från atomdrivna ubåtar samtidigt som markstridskrafter kan landsättas från sjöss. Den strategiska transportkapaciteten i luften och till sjöss är överlägsen alla andra nationers, vilket gör att markstridskrafter kan användas långt utanför hemlandet eller allierade stater som härbärgerar amerikanska styrkor. Dessutom har man en avsevärd uppsättning satelliter för kommunikation-, ledning- och underrättelseändamål. Slutligen så förfogar USA över världens näst största kärnvapenarsenal.
Trots sin numerära och teknologiska överlägsenhet har emellertid USA mött omfattande svårigheter, framförallt när motståndaren för gerillakrigföring.
Kritik finns även mot att försvarsdepartementet, kongressen och försvarsindustrin (gemensamt kallat för det militärindustriella komplexet) trots, eller som en följd av, den generösa budgetmedlen är djupt slösaktigt till sin natur: att den federala statsmakten i praktiken subventionerar vissa högteknologiska industrier på bekostnad av större allmänintressen.